# Amata italica
Amata italica là một loài bướm đêm thuộc phân họ Arctiinae, họ Erebidae.